# T Herculis
T Herculis är en pulserande variabel av Mira Ceti-typ i stjärnbilden Herkules.
Stjärnan varierar mellan magnitud +6,8 och 13,7 med en period av 164,98 dygn.